# Biserica Sârbească din Arad
Biserica Sârbească, cu hramul Sfinților Petru și Pavel, este un lăcaș de cult din municipiul Arad. A fost ridicat între anii 1698-1702. Față de forma sa inițială, biserica a suferit transformări mai ales în perioada 1790-1822, când a primit notele actualului stil baroc pe care îl reprezintă. Posedă o serie de cărți și documente legate de prezența sârbească în zona Aradului. 

## Istoric
După cucerirea Aradului de către armatele imperiale comandate de prințul Eugen de Savoia, în oraș au fost așezați grăniceri sârbi. Colonizarea sârbească a avut loc ca urmare a privilegiilor ilirice acordate sârbilor ortodocși de împăratul Leopold I.
Construirea lăcașului de cult al sârbilor a fost finanțată de căpitanul Jovan Popović Tekelija. Biserica închinată Sfinților Apostoli Petru și Pavel și-a dobândit actuala înfățișare între anii 1790-1822, fiind mărită de către Sava Tekelija (1761-1842), strănepotul ctitorului.

## Descriere
Ridicat în perioada anilor 1698-1702, purtând amprenta stilului baroc timpuriu, constructorii folosind diferite materiale provenite din ruinele unor edificii medievale arădene, aceasta văzându-se mai ales în porțiunea decapată a fundației. Între anii 1790-1822 i s-au adus modificări substanțiale, mărindu-i-se lungimea și adăugându-i-se un nou altar. Înfățișarea barocă a fost amplificată prin înălțarea cu 4 m a turnului de meșteri din Ucraina, adăugând o turlă în stil rococo, modelată din plăci de bronz și încheiată printr-o cruce fixată pe un glob aurit. 
Pilaștrii cu capiteluri în volute pe deasupra intrării, precum și ornamentația turnului dau un aspect baroc întregii clădiri. După desființarea cimitirului aferent, în peretele bisericii au fost zidite și câteva monumente funerare, purtând caracteristicile stilului baroc.
În interior se remarcă șase fresce (patru cu scene biblice, iar celelalte două cu scene istorice), așezate pe boltă și executate în jurul anului 1845 de către pictorul Nikola Aleksic care în anul 1863 realizează și pictura iconostasului. Sculpturile de pe iconostas aparțin sculptorului Mihai Ianici.
În sanctuar se află o icoană operă a meșterului Ștefan Tenețchi, reprezentând pe Maica Domnului. 
În biserică sunt păstrate cele mai vechi steaguri ale breslelor din Arad.
În biserică se află mormântul lui Sava Tekelja (1761-1842), patriot sârb.
În jurul bisericii a existat un cimitir care ulterior a fost desființat, iar cele mai însemnate pietre funerare au fost zidite în pereții clădirii, între care și piatra funerară a lui Sava Arsici (Sava Arsić), fost primar al Aradului.